# Буркхардт, Якоб
Якоб Буркхардт (нем. Jacob Christoph Burckhardt; 25 мая 1818[…], Базель[…] — 8 августа 1897[…], Базель[…]) — швейцарский историк культуры, стоявший у истоков культурологии как самостоятельной дисциплины.
Профессор в Базеле (1858—1893). Классический труд Буркхардта «Культура Италии в эпоху Возрождения» (1860) принёс ему общеевропейскую славу.
По мнению некоторых исследователей, не Мишле, а именно Буркхардт «открыл Возрождение» для исторической науки (несмотря на то, что первый является автором самого понятия «Ренессанс», в современном культурно-историческом смысле этого термина).

## Биография
Семья Буркхардтов, разбогатевшая на производстве шёлка и торговле с соседними странами, на протяжении трёх столетий была одной из самых влиятельных в Базеле. Состоятельность родителей позволила Якобу получить блестящее частное образование с упором на изучение древнегреческого языка. Предполагалось, что юноша вслед за отцом и дедом пойдёт по теологической стезе, однако Якоб, не афишируя свою религиозную позицию, довольно скоро стал тяготиться узкими рамками протестантской догматики.
В 1839 году Буркхардт окончательно решил связать свою судьбу с изучением истории и поступил в Берлинский университет, где читали лекции самые знаменитые немецкие историки того времени — Леопольд фон Ранке и Франц Куглер. С Ранке он расходился почти по всем вопросам. В отличие от учителя, в истории его привлекали не столько законы, политика и дипломатия, сколько искусство и архитектура. Не разделял он и увлечения Ранке прусской государственностью и милитаризмом.
Несмотря на заманчивую перспективу преподавательской карьеры в Берлине, Буркхардт предпочёл в середине 1840-х годов удалиться в считавшийся провинциальным Боннский университет, где его больше всего привлекало общество историка искусства Готфрида Кинкеля. Революционные события 1848—1849 годов укрепили его преклонение перед прошлым и окончательно оттолкнули от современности, которая казалась ему мелкой и пошлой. Революция совпала с личным кризисом: единственная женщина, которую любил этот убеждённый холостяк, предпочла ему базельского банкира.
С 1837 года, когда Буркхардт пешком пересёк Альпы и посетил Апеннины, Италия стала его страстью. Редкий год он не посещал старинные города и художественные музеи этой «сокровищницы человеческого духа». Множество изданий выдержал его путеводитель по художественным памятникам Италии. В 1858—1893 годах он преподавал в тихом Базельском университете, где число его слушателей исчислялось несколькими десятками. До 1886 года он читал курс по европейской истории от Древней Греции до Французской революции, однако в последние годы сосредоточился на истории искусства. Буркхардт вышел в отставку за четыре года до смерти. Почти никого не признававший Фридрих Ницше писал, что немецкоязычному высшему образованию не хватает профессоров-воспитателей, «которые сами получили воспитание, высшие, отборные умы, что видно из каждого их взгляда, из каждого слова и даже молчания… Одним из таких в высшей степени редких исключений является мой глубокоуважаемый друг, Якоб Буркхардт в Базеле».

## Научные взгляды

### История
В центре интересов Буркхардта находилась история культуры, в связи с чем его школу иногда называют «культурно-исторической». Исторические эпохи рассматривались им под углом тех «стилей жизни», которые придавали каждой из них неповторимость. Творцами этих стилей жизни были люди искусства — выдающиеся личности. Даже к государству он подходил с эстетической точки зрения и расценивал его как «произведение искусства». Тотальная эстетизация прошлого, глубоко уходившая корнями в эпоху романтизма, вызывала неприятие многих современников Буркхардта, находившихся на позициях позитивизма.
В первом крупном произведении — «Век Константина Великого» (1853) — Буркхардт с горечью и сожалением живописал гибель античного мира под напором христианства[уточнить]. В своём самом знаменитом произведении — «Культура итальянского ренессанса» (1860) — он обратился к теме возрождения античности и становления современного мировоззрения, основной чертой которого он считал индивидуализм. Книгу указывают одной из ключевых, послужащих реабилитации философии Возрождения, после утверждения об оной негативного представления Гегелем.
Об искусстве Возрождения Буркхардт планировал рассказать в отдельной книге, которая так и не была написана (отчасти этот пробел восполнил любимый ученик Буркхардта — Генрих Вёльфлин).
Посмертно вышли из печати философские размышления Буркхардта о соотношении в истории свободы и насилия, а также четыре тома, посвящённые различным аспектам древнегреческой цивилизации.
«Мы вообще должны были бы попытаться исключить из жизни народов выражение „счастье“ и заменить его другим, в то время как. выражение „несчастье“ мы сохраняем», — писал Буркхардт.

### Государство как произведение искусства
Хотя Буркхардт считал, что философии истории не существует, поскольку в ней отсутствует система («любая система не исторична») и говорил о Гегеле, что не понимает соответствующих идей последнего, он сам стремился выявить в деятельности государств периода Ренессанса «плодотворную политическую концепцию», как он написал в первой главе книги «Культура Возрождения в Италии: Опыт [исследования]».
Название концепции «Государство как произведение искусства» (Der Staat als Kunstwerk) совпадает с названием указанной главы, которую кембриджский профессор Питер Берк считает одной из центральных в книге, поскольку она иллюстрирует «влияние культуры на политику» и концентрируется на «подъеме новой самодостаточной концепции государства». Буркхардт представляет ренессансную концепцию Государства как произведения искусства в качестве альтернативы современному государству: «В государствах того времени впервые проявляется дух современного европейского государства, поглощенного собственными интересами, демонстрирующего свой ужасный и ничем не ограниченный эгоизм, ставящего себя выше права и подавляющего в зародыше любое здоровое начинание; но там, где эта тенденция преодолевается или как-то уравновешивается, на исторической сцене появляется нечто новое: государство как рассчитанное и продуманное творение, государство как произведение искусства».
Он также пишет в следующей главе:
«В средние века обе стороны сознания — обращенного человеком к миру и к своей внутренней жизни — пребывали как бы под неким общим покровом, в грезе и полудремоте. Этот покров был соткан из веры, детской робости и иллюзии; сквозь него мир и история представали в странной окраске, а человек познавал себя только как часть расы, народа, партии, корпорации, семьи или какой-либо другой формы общности. В Италии этот покров впервые развеивается; пробуждается объективное видение государства и объективное к нему отношение, как и ко всему миру вообще; вместе с этим с полной силой заявляет о себе субъективное начало, человек становится духовным индивидом и познает себя таковым».
В посмертно опубликованных записях лекций периода 1868—1871 годов Буркхардт утверждал, что существуют три главные власти: государство, культура и религия, находящиеся в постоянном взаимодействии. Он говорил, что «существуют первичные политические и религиозные эпохи и завершающие эпохи, которые живут для великих целей культуры», при этом древние Египет, Мексика и Перу представляют примеры «культуры, определяемой государством», исламские страны — «культуры, определяемой религией», а городские полисы Древней Греции демонстрировали «государство, определяемое культурой». Ренессанс был после городов-государств античной Греции ещё одной из эпох, которая жила «для великих целей культуры». Отсюда может быть сформулирована интерпретация Буркхардтом ренессансной концепции: «Государство как произведение искусства — это государство, определяемое культурой». В России эти идеи развивал Николай Рерих.
Эстетическая концепция государственности Якоба Буркхардта сохраняет свою актуальность и стала предметом дискуссии в связи со стопятидесятилетним юбилеем публикации его книги.
Его идеи имеют значение для формирования российской доктрины правового государства.

## Признание
- Изображён на купюре достоинством 1000 швейцарских франков.

## Список произведений
- Работы бельгийских городов = Kunstwerke der belgischen Städte. — Дюссельдорф: Julius Buddeus, 1842. — 168 p.
- Несколько вопросов, которые иллюстрируют историю Карла Мартелла = Quaestiones aliquot Caroli Martelli historiam illustrantes. — Базель: J. J. Mast, 1843. — 32 p.
- Конрад фон Гохштаден, епископ кёльнский 1238-1261 = Conrad von Hochstaden, Erzbischof von Kölln 1238–1261. — Бонн: T. Habicht, 1843. — 157 p.
- Архиепископ Андрей Ямометич и последнее согласие в Базеле = Erzbischof Andreas von Krain und der letzte Concilsversuch in Basel. — Базель: Schweighauser, 1852. — 106 p.
- Век Константина Великого = Die Zeit Constantins des Großen. — Базель: Schweighauser, 1853. — 512 p.
  - Век Константина Великого. — М.: Центрполиграф, 2003. — 368 с. — 7000 экз. — ISBN 5-9524-0395-6.
- Чичероне: руководство, чтобы насладиться искусством Италии = Der Cicerone: Eine Anleitung zum Genus der Kunstwerke Italiens. — Базель: Schweighauser, 1855. — XV, 1122 p.
- Die Cultur der Renaissance in Italien: Ein Versuch. — Basel: Schweighauser, 1860. — 576 p.
  - Культура Италии в эпоху Возрождения / пер. со 2-го нем. изд. -СПб.: тип. М-ва путей сообщ. (А. Бенке), 1876.
  - Культура Италии в эпоху Возрождения / пер. С. Брилианта с 8-го нем. изд., перераб. Людвигом Гейгером. — СПб: типо-лит. Герольд, 1904—1906. — Т. 1, 2.
  - Культура Возрождения в Италии: Опыт исследования. — М.: Юристъ, 1996. — 591 с. — (Лики культуры). — 5000 экз. — ISBN 5-7357-0020-0.
  - Культура Италии в эпоху Возрождения. — Интрада, 2001. — 544 с. — 1000 экз. — ISBN 5-87604-050-9.
  - Буркхардт Я. Культура Италии в эпоху Возрождения. — Москва: Издательство Юрайт, 2021. — 285 с. — (Антология мысли). — ISBN 978-5-534-10959-7.
- История Возрождения в Италии = Geschichte der Renaissance in Italien. — Штутгарт: Ebner & Seubert, 1868. — 332 p.
- Вспоминая Рубенса = Erinnerungen aus Rubens. — Базель: Lendorff, 1898.
  - Рубенс. — Академический Проект, 2000. — 240 с. — (Мир искусств). — 3000 экз. — ISBN 5-7331-0210-1.
- История греческой культуры: в 4 томах = Griechische Culturgeschichte. — Берлин, Штутгарт: W. Spemann, 1898—1902.
- Размышления о всемирной истории = Weltgeschichtliche Betrachtungen. — Берлин, Штутгарт: W. Spemann, 1905. — 294 p.
  - Размышления о всемирной истории. — 2-е изд. — М.—СПб.: Центр гуманитарных инициатив, 2013. — 560 с. — (Книга света). — 1000 экз. — ISBN 978-5-98712-112-2.